# Regione di sviluppo Sud-Vest Oltenia
Sud-Vest Oltenia è una regione di sviluppo della Romania. Vi sono compresi i distretti di Dolj, Gorj, Mehedinți, Olt e Vâlcea, corrispondenti al 82,4% della regione storica Oltenia.

## Geografia
La regione ha 2 330 792 abitanti con una densità di 79,8 ab./km². Vi sono 40 città con 11 municipi e 408 comuni con 2 066 villaggi.

## Economia

### Risorse naturali
Petrolio e metano sono presenti a Brădești, Ghercești, Coșoveni (Dolj), Țicleni, Bustuchin (Gorj), Băbeni (Vâlcea), Iancu Jianu, Potcoava, Cungrea, Poboru, Corbu, Icoana (Olt) e lignit exploatat de Compania Națională a lignitului Oltenia nel distretto di Gorj e Vâlcii.

### Industria
Il centro più importante è Craiova.
1. Industria energetica con centrali termiche a Turceni, Rovinari, Ișalnița, Craiova II, Govora-Râmnicu Vâlcea; idrocentrali a Porțile de fier I, Porțile de fier II, Lotru-Ciunget, sistemul hidroenergetic de pe Olt.
2. Industria metallurgica: ALRO Slatina, TMK-ARTROM Slatina.
3. Industria costruzioni: Ford Craiova, componenti a Drăgășani, industria aeronautica a Craiova, ferroviaria Electroputere Craiova, ROMVAG Caracal, fabrica de osii și boghiuri de la Balș, cantieri navali a Drobeta Turnu Severin, Orșova, macchine agricole a Craiova, Balș, armi a Sadu-Bumbești Jiu (Gorj), Filiași, Drăgășani.
4. Industria chimica: OLTCHIM Râmnicu Vâlcea, Uzinele Sodice Govora, DOLJCHIM Craiova, Pirelli Slatina, fabrica de apa grea de la Halânga (Mehedinți).
5. Industria materiali: Bârsești (Gorj), Ișalnița-Craiova.
6. Industria legno: Râmnicu Vâlcea, Târgu Jiu, Drobeta Turnu Severin (carta e cellulosa) Brezoi, Băbeni.
7. Industria tessile: Slatina, Scornicești, Motru, Caracal, Tismana.
8. Industria alimentare: Râmnicu Vâlcea (Velpitar, Boromir), Slatina, Craiova, Caracal etc., olio a Podari-Craiova, di zucchero a Podari-Craiova, Corabia, di conserve a Caracal, Râmnicu Vâlcea, carne a Caracal (Hame), Râmnicu Vâlcea, Potcoava-Olt etc., di bevande: Craiova, Râmnicu Vâlcea, di vino: Segarcea, Strehaia, Drăgășani.

## Lista delle città
| Città                 | Info              | Distretto | Pop.    |
| --------------------- | ----------------- | --------- | ------- |
| Craiova               | sede              | Dolj      | 269 506 |
| Drobeta Turnu-Severin | porto sul Danubio | Mehedinți | 112 012 |
| Râmnicu Vâlcea        | capoluogo         | Vâlcea    | 105 704 |
| Târgu Jiu             | capoluogo         | Gorj      | 96 562  |
| Slatina               | capoluogo         | Olt       | 79 171  |
| Caracal               | capoluogo         | Olt       | 34 603  |
| Motru                 | minerit           | Gorj      | 25 860  |
| Balș                  |                   | Olt       | 23 147  |
| Drăgășani             | podgorii          | Vâlcea    | 22 499  |
| Băilești              |                   | Dolj      | 22 231  |
| Corabia               | port la Dunăre    | Olt       | 21 932  |
| Calafat               | port la Dunăre    | Dolj      | 21 227  |
| Filiași               |                   | Dolj      | 20 159  |
| Scornicești           |                   | Olt       | 13 751  |
| Drăgănești-Olt        |                   | Olt       | 13 181  |
| Dăbuleni              | podgorii          | Dolj      | 13 052  |
| Orșova                | port la Dunăre    | Mehedinți | 12 967  |
| Rovinari              | minerit           | Gorj      | 12 603  |
| Strehaia              |                   | Mehedinți | 12 564  |
| Bumbești-Jiu          |                   | Gorj      | 11 882  |
| Băbeni                |                   | Vâlcea    | 9 475   |
| Târgu Cărbunești      | minerit           | Gorj      | 9 338   |
| Călimănești           | turism            | Vâlcea    | 8 923   |
| Segarcea              | podgorii          | Dolj      | 8 704   |
| Turceni               | minerit           | Gorj      | 8 550   |
| Brezoi                |                   | Vâlcea    | 7 589   |
| Tismana               | turism            | Gorj      | 7 578   |
| Horezu                | ceramică          | Vâlcea    | 7 446   |
| Vânju Mare            |                   | Mehedinți | 7 074   |
| Potcoava              |                   | Olt       | 6 892   |
| Piatra Olt            |                   | Olt       | 6 583   |
| Novaci                | turism            | Gorj      | 6 151   |
| Bălcești              |                   | Vâlcea    | 5 780   |
| Baia de Aramă         |                   | Mehedinți | 5 724   |
| Berbești              | minerit           | Vâlcea    | 5 704   |
| Țicleni               |                   | Gorj      | 5 205   |
| Băile Olănești        | turism            | Vâlcea    | 4 814   |
| Bechet                | port la Dunăre    | Dolj      | 4 506   |
| Ocnele Mari           | turism            | Vâlcea    | 3 591   |
| Băile Govora          | turism            | Vâlcea    | 3 147   |